# Seelisberg
Seelisberg je obec ve švýcarském kantonu Uri. Leží přibližně 12 kilometrů severozápadně od hlavního města kantonu, Altdorfu, v nadmořské výšce 801 metrů. Žije zde 661 obyvatel.

## Geografie

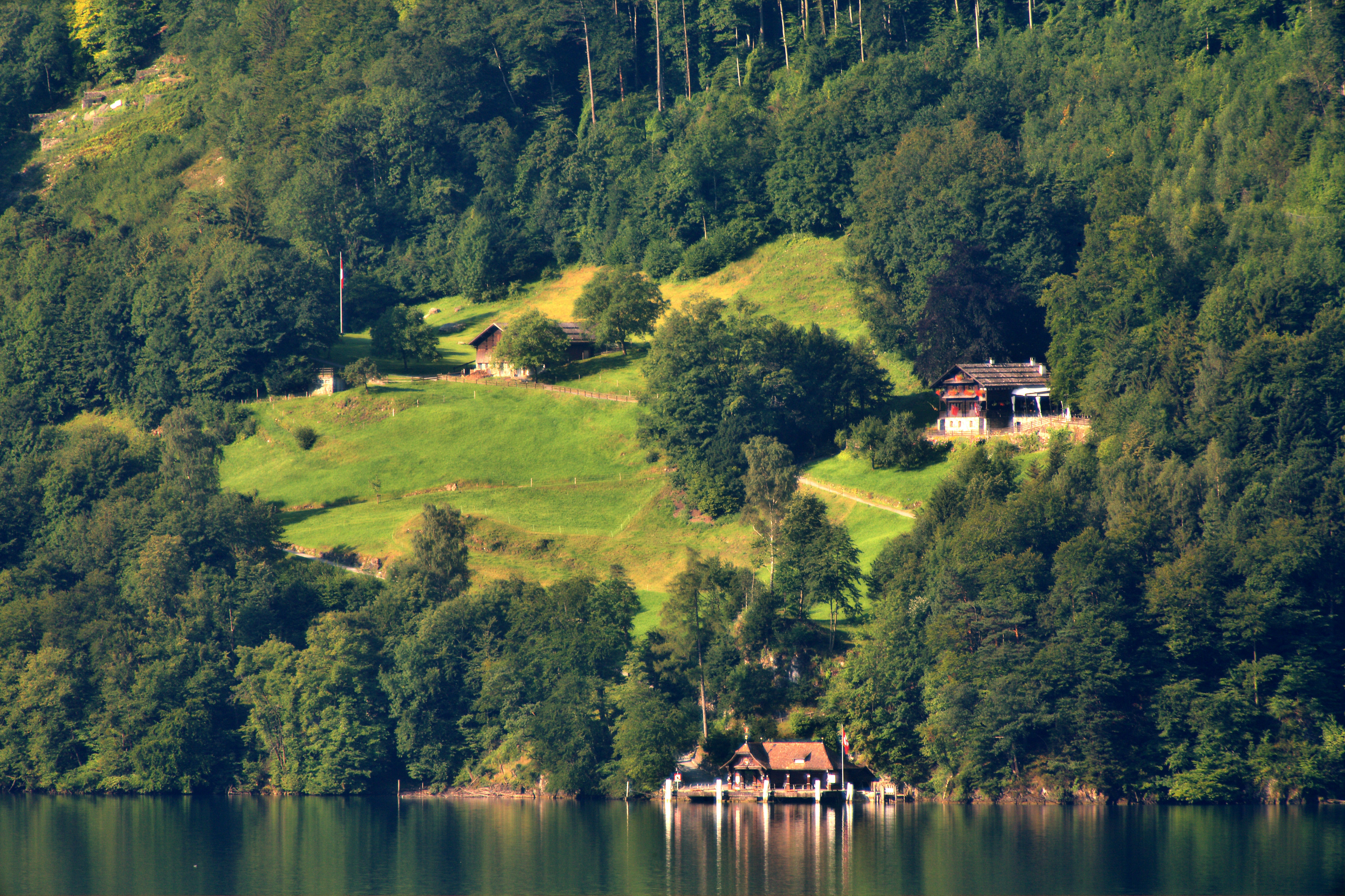
Louka Rütli, pohled od Lucernského jezera

Seelisberg leží na východním svahu masivu, jejímž nejvyšším bodem je Brandegg (1108 m n. m.). Obec leží asi 400 výškových metrů nad Lucernským jezerem a je nejsevernější obcí kantonu Uri. Skládá se z místních částí Sunnenberg, Oberdorf a Unterberg. Nejnižší bod obce leží v nadmořské výšce 434 m n. m. na břehu Lucernského jezera, nejvyšší bod v nadmořské výšce 2117 m n. m. se nachází na vrcholu Oberbauenstock.
K Seelisbergu patří také přístaviště Treib na Lucernském jezeře (436 m n. m.), osady Volligen (508 m n. m.), rovněž na jezeře, Schattenhalb na severním svahu Zingelbergu (obě severozápadně od obce), Beroldingen (864 m n. m.) a Wyssig (761 m n. m.) jižně od obce a Geissweg (793 m n. m.; jihozápadně od obce u silnice do Emmettenu). Nejznámějším místem obce je Rütli. Podle osvobozenecké tradice, která se nejstarším způsobem zachovala v tzv. Bílé knize ze Sarnenu (německy Weisses Buch von Sarnen), bylo Rütli místem tajných schůzek původních švýcarských konfederátů při jejich spiknutí proti exekutorům a podle této tradice zde došlo k založení Švýcarska. Rütli je louka na břehu Lucernského jezera s restaurací, nikoliv skutečná osada. 
Pouze 53 ha, tj. 4,0 % rozlohy obce, tvoří osídlená plocha. Z toho 26 ha tvoří stavební plochy a 17 ha dopravní plochy. Zemědělská plocha je rozlehlejší a zaujímá 454 ha, což představuje podíl 34,3 %. Mezi nimi jsou větší alpské oblasti. Ty se rozkládají na ploše 132 ha. Naproti tomu 313 ha tvoří louky a orná půda. Kromě toho je 645 ha, tj. 48,7 %, pokryto lesy a lesními porosty. Neproduktivní půda pokrývá zbytek území obce, přesněji 173 ha, tj. 13,1 %. Jedná se téměř výhradně o oblasti bez vegetace (vysoké hory) nebo o oblasti s neproduktivní vegetací (vysokohorská vegetace).
Seelisberg sousedí na západě s obcí Emmetten v kantonu Nidwalden, na severu a východě s Lucernským jezerem a na jihu s Isenthalem a Seedorfem.

## Historie

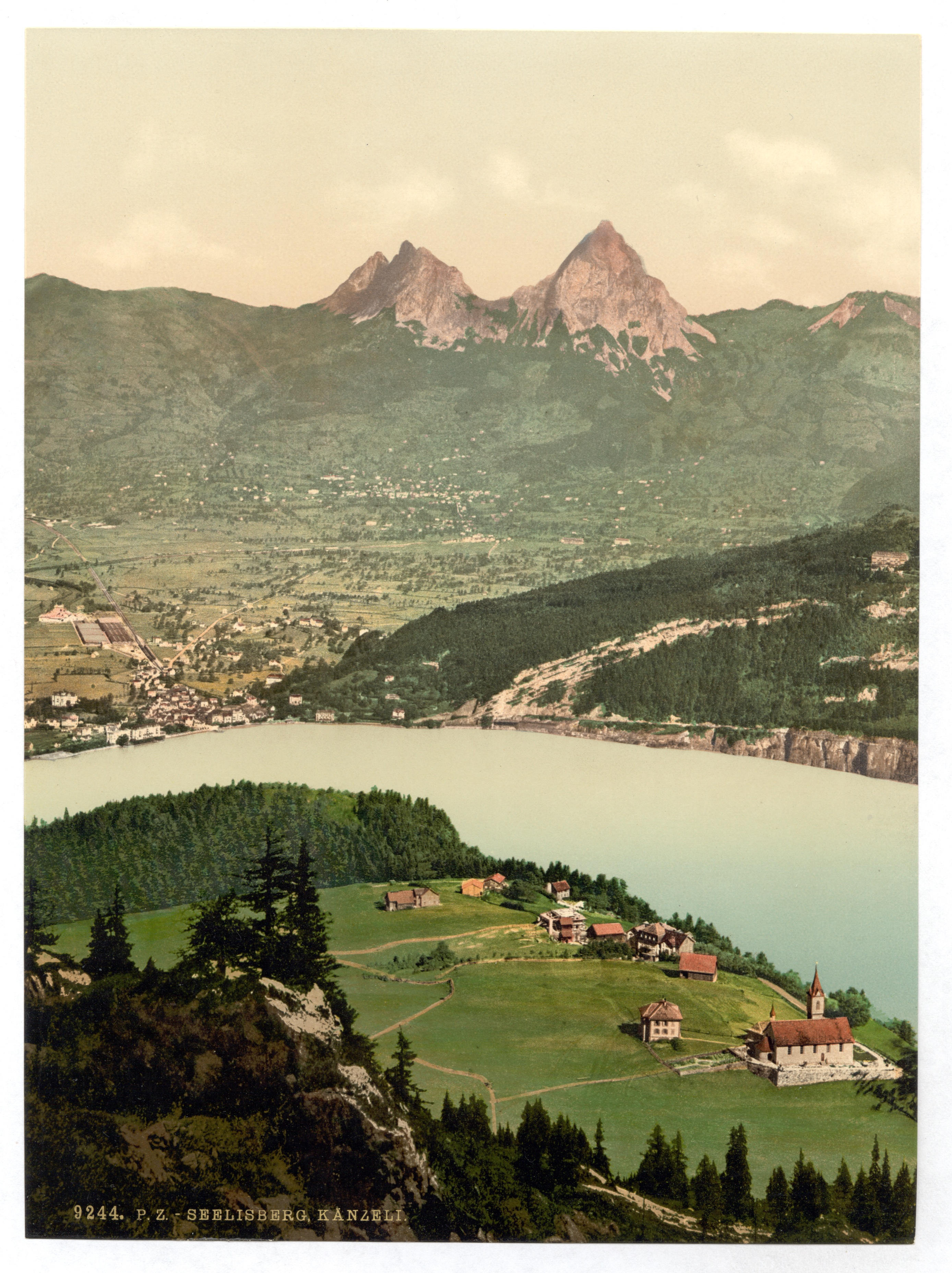
Seelisberg na vyobrazení z konce 19. století

První zmínka o obci pochází z roku 1280 pod názvy Zingeln a Cingim. Roku 1316 se pak již připomíná jako Sewelisberg.
Alamanské osídlení obce začalo na počátku středověku. V roce 853 již Seelisberg patřil k Uri a provinční farnosti Altdorf. Klášter Fraumünster Curych držel desátkové právo a pozemkový majetek a pravděpodobně vlastnil také opevněný Schweighof v obci. Vzhledem ke své odlehlosti si Seelisberg brzy vytvořil značnou samostatnost: v roce 1365 proběhla regulace užívání lesa a společné půdy s Uri, v roce 1418 obec vykoupila desátkové právo Fraumünsteru, v roce 1509 získala právo pořádat jarmark, od 17. století je zmiňován obecní soud a písemný statut obce pochází z roku 1758. Důležitými regionálními úkoly byly provoz přívozu do Brunnenu na druhém břehu Lucernského jeuera a hostinec v přístavu, v němž se v 17. a 18. století konaly četné spolkové konference. Spolu s Bauenem a Isenthalem vytvořil Seelisberg družstvo se šesti zástupci v okresní radě. Držba četných horských práv v Isenthalu vedla v roce 1614 ke spojení horských pastýřů obou obcí do horského pasteveckého bratrstva. Seelisberg byl také pověřen správou pozemků pastevců dobytka v Bürglenu. Hradní rodové sídlo s kaplí ze 16. století svědčí o předním magistrátním rodu Beroldingen v 15. a 16. století v Uri. Kostel svatého Michala, filiálka farnosti v Altdorfu, je připomínán již v roce 1270. Opatství bylo dokončeno kolem roku 1500. Současný kostel byl postaven v letech 1935–1936. Poutní kaple Marie Sonnenberg (novostavba z roku 1666, milostný obraz ze 14. století) byla od 17. století velmi ceněna.
V letech 1853–1874 se obec vyvinula ve světoznámé lázně, souběžně s tím vznikla horní část obce jako uzavřená osada. Vedoucím zařízením by v té době Grand Hotel Sonnenberg, který v roce 1972 převzalo Centrum transcendentální meditace. Přístaviště parníků v osadě Treib existovala od roku 1854. Silnice Emmetten – Seelisberg – Treib byla postavena v letech 1870–1872, železnice Treib-Seelisberg v letech 1914–1916. Seelisbergtunnel, dokončený v roce 1980, umožnil obci přímější silniční spojení s údolím řeky Reuss v Uri. V roce 1943 byly statky rozděleny mezi obyvatelstvo, farnost a občanské obce. Po roce byly postaveny rekreační domy v místních částech Schmidig a Buechi.

## Obyvatelstvo

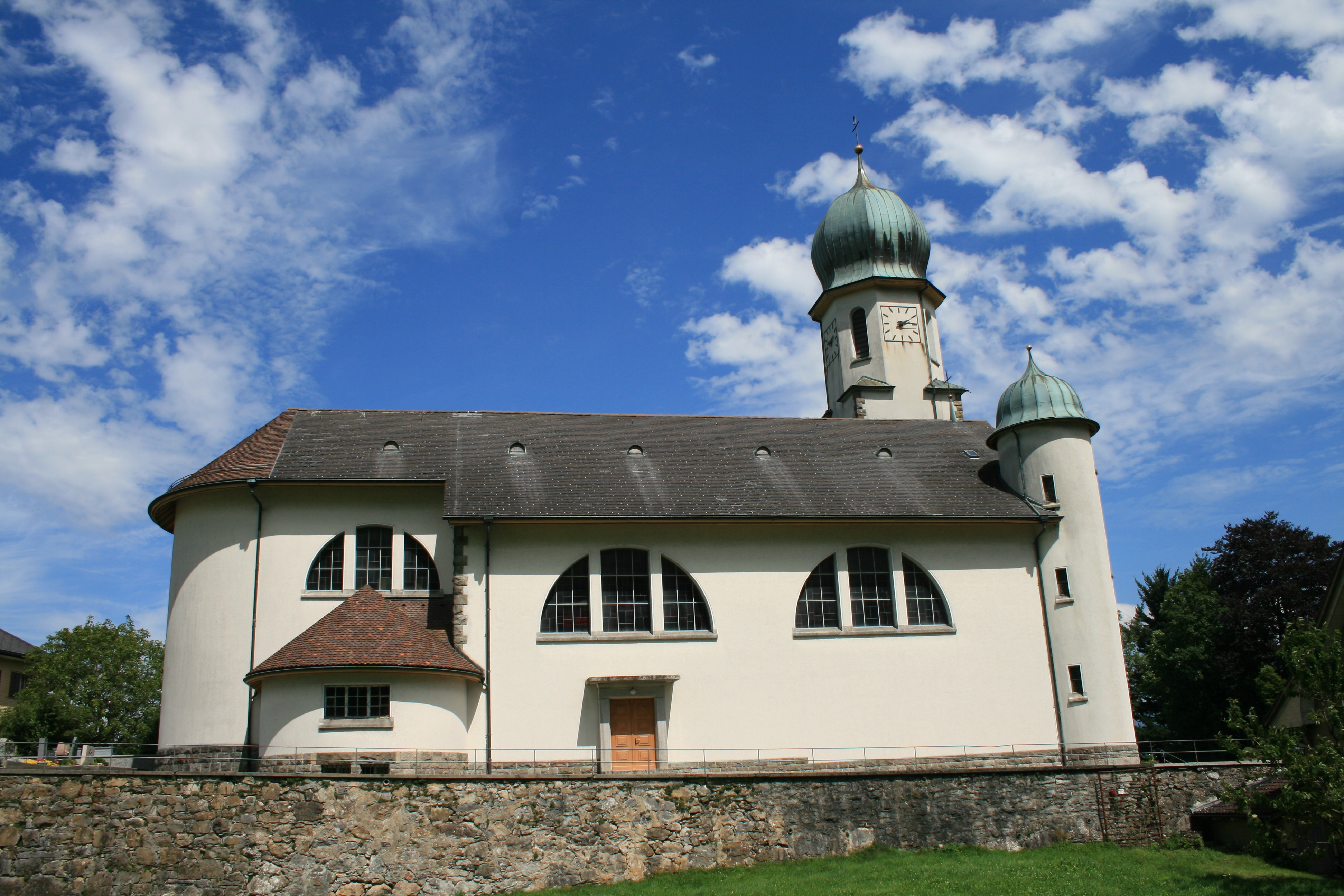
Kostel v Seelisbergu

K 31. prosinci 2021 v obci žilo 723 obyvatel.

### Vývoj populace
Mezi lety 1850 a 1860 došlo k menšímu poklesu počtu obyvatel. V roce 1880 pak počet obyvatel vzrostl na rekordních 717 (1860–1880: +18,3 %). Po vzestupech a pádech v následujících desetiletích byl počet obyvatel v roce 1920 na stejné úrovni jako v letech 1880 a 1888. Poté počet obyvatel - přerušený pouze krátkodobým růstem ve 30. letech - trvale a výrazně klesal až do roku 1980 (1920–1980: -24,9 %). Absolutním minimem bylo 533 obyvatel v roce 1980. Od té doby počet obyvatel opět roste (1980–2005: +13,9 %). Důvodem masového odchodu obyvatelstva v letech 1920–1980 byla odlehlá poloha obce. Od doby, kdy se obec stala lépe dostupnou po silnici (dostavba dálnice a zavedení linek poštovních autobusů), se do Seelisbergu opět stěhují lidé kvůli jeho atraktivní poloze nad jezerem a klidnému vesnickému rázu.
| Vývoj počtu obyvatel | Vývoj počtu obyvatel | Vývoj počtu obyvatel | Vývoj počtu obyvatel | Vývoj počtu obyvatel | Vývoj počtu obyvatel | Vývoj počtu obyvatel | Vývoj počtu obyvatel | Vývoj počtu obyvatel | Vývoj počtu obyvatel | Vývoj počtu obyvatel | Vývoj počtu obyvatel | Vývoj počtu obyvatel | Vývoj počtu obyvatel | Vývoj počtu obyvatel | Vývoj počtu obyvatel |
| -------------------- | -------------------- | -------------------- | -------------------- | -------------------- | -------------------- | -------------------- | -------------------- | -------------------- | -------------------- | -------------------- | -------------------- | -------------------- | -------------------- | -------------------- | -------------------- |
| Rok                  | 1850                 | 1860                 | 1880                 | 1888                 | 1900                 | 1920                 | 1941                 | 1960                 | 1980                 | 1990                 | 2000                 | 2005                 | 2010                 | 2011                 |                      |
| Počet obyvatel       | 649                  | 606                  | 717                  | 713                  | 635                  | 710                  | 681                  | 560                  | 533                  | 569                  | 592                  | 607                  | 662                  | 685                  |                      |

### Jazyky
Téměř všichni obyvatelé mluví německy jako každodenním hovorovým jazykem, avšak silně alemanským dialektem. Při posledním sčítání lidu v roce 2000 uvedlo 97,13 % obyvatel jako svůj hlavní jazyk němčinu, 0,84 % francouzštinu a 0,51 % angličtinu.

### Národnostní složení
Z 607 obyvatel na konci roku 2005 bylo 561 (92,42 %) švýcarských státních příslušníků. Většina přistěhovalců pochází z Německa, Itálie a Severní Makedonie. Při sčítání lidu v roce 2000 mělo 555 osob (93,75 %) švýcarské občanství; osm z nich mělo dvojí občanství.